# Centrum Eksploatacji Kolei Dużych Prędkości Uniwersytetu Radomskiego
Centrum Eksploatacji Kolei Dużych Prędkości Uniwersytetu Radomskiego – jednostka ogólnouczelniana Uniwersytetu Radomskiego o charakterze dydaktyczno-badawczym.
Centrum zostało utworzone w 2011 r. i ma swoją siedzibę na Wydziale Transportu i Elektrotechniki. Centrum prowadzi badania i kształcenie w obszarze związanym z kolejami dużych prędkości.